# Campeonato Mundial de Fórmula 1 de 1955
A Temporada de Fórmula 1 de 1955 foi a sexta realizada pela FIA. Teve como campeão o argentino Juan Manuel Fangio, da Mercedes.
Nesta temporada ainda não era disputado o campeonato de construtores..

## Pilotos e equipes

### 500 Milhas de Indianápolis
| Equipe                | Construtor   | Chassi(s)     | Motor              | Pneu(s) | Nº(s) | Piloto            | Corrida(s) | Nº(s) | Piloto Reserva | Corrida(s) |
| --------------------- | ------------ | ------------- | ------------------ | ------- | ----- | ----------------- | ---------- | ----- | -------------- | ---------- |
| Belond Equa-Flow      | Epperly      | Indy Roadster | Offenhauser L4 4.5 | F       | 33    | Jim Rathmann      |            |       |                |            |
| Calif. Muffler        | Epperly      | Indy Roadster | Offenhauser L4 4.5 | F       | 33    | Jim Rathmann      |            |       |                |            |
| Pat Clancy            | Kurtis Kraft | 500B          | Offenhauser L4 4.5 | F       | 15    | Jimmy Davies      |            |       |                |            |
| Dunn Engineering      | Kurtis Kraft | 500B          | Offenhauser L4 4.5 | F       | 89    | Pat Flaherty      |            |       |                |            |
| D-A Lubricants Racing | Kurtis Kraft | 500B          | Offenhauser L4 4.5 | F       | 22    | Cal Niday         |            |       |                |            |
| Ray Crawford          | Kurtis Kraft | 500B          | Offenhauser L4 4.5 | F       | 49    | Ray Crawford      |            |       |                |            |
| Bardahl               | Kurtis Kraft | 500B          | Offenhauser L4 4.5 | F       | 15    | Jimmy Davies      |            |       |                |            |
| Bardahl               | Kurtis Kraft | 500C          | Offenhauser L4 4.5 | F       | 99    | Art Cross         |            |       |                |            |
| John Zink             | Kurtis Kraft | 500C          | Offenhauser L4 4.5 | F       | 6     | Bob Sweikert      | 3          |       |                |            |
| H.A.Chapman           | Kurtis Kraft | 500C          | Offenhauser L4 4.5 | F       | 10    | Tony Bettenhausen | 3          |       |                |            |
| H.A.Chapman           | Kurtis Kraft | 500C          | Offenhauser L4 4.5 | F       | 10    | Paul Russo        | 3          |       |                |            |
| Merz Engineering      | Kurtis Kraft | 500C          | Offenhauser L4 4.5 | F       | 77    | Walt Faulkner     | 3          |       |                |            |
| Merz Engineering      | Kurtis Kraft | 500C          | Offenhauser L4 4.5 | F       | 77    | Bill Homeier      | 3          |       |                |            |
| Ed Walsh              | Kurtis Kraft | 500C          | Offenhauser L4 4.5 | F       | 99    | Art Cross         | 3          |       |                |            |
| Jones & Maley Cars    | Kurtis Kraft | 500C          | Offenhauser L4 4.5 | F       | 8     | Sam Hanks         | 3          |       |                |            |
| Trio Brass Foundry    | Kurtis Kraft | 500C          | Offenhauser L4 4.5 | F       | 16    | Johnnie Parsons   | 3          |       |                |            |
| Anderson              | Kurtis Kraft | 500C          | Offenhauser L4 4.5 | F       | 16    | Johnnie Parsons   | 3          |       |                |            |
| Lindsey Hopkins       | Kurtis Kraft | 500C          | Offenhauser L4 4.5 | F       | 4     | Bill Vukovich     | 3          |       |                |            |
| Jack Hinkle           | Kurtis Kraft | 500C          | Offenhauser L4 4.5 | F       | 3     | Jack McGrath      | 3          |       |                |            |
| Federal Engineering   | Kurtis Kraft | 500C          | Offenhauser L4 4.5 | F       | 14    | Fred Agabashian   | 3          |       |                |            |
| Federal Engineering   | Kurtis Kraft | 3000          | Offenhauser L4 4.5 | F       | 41    | Chuck Weyant      | 3          |       |                |            |
| Sumar                 | Kurtis Kraft | 500D          | Offenhauser L4 4.5 | F       | 39    | Johnny Boyd       | 3          |       |                |            |
| Sumar                 | Kurtis Kraft | ???           | Offenhauser L4 4.5 | F       | 48    | Jimmy Daywalt     | 3          |       |                |            |
| Chapman Root          | Kurtis Kraft | 500D          | Offenhauser L4 4.5 | F       | 39    | Johnny Boyd       | 3          |       |                |            |
| Chapman Root          | Kurtis Kraft | ???           | Offenhauser L4 4.5 | F       | 48    | Jimmy Daywalt     | 3          |       |                |            |
| T.W. & W.T.Martin     | Kurtis Kraft | ???           | Offenhauser L4 4.5 | F       | 71    | Al Herman         | 3          |       |                |            |
| Ansted Rotary         | Kurtis Kraft | ???           | Offenhauser L4 4.5 | F       | 29    | Pat O'Connor      | 3          |       |                |            |
| Sam Traylor Offy      | Kurtis Kraft | 2000          | Offenhauser L4 4.5 | F       | 42    | Al Keller         | 3          |       |                |            |
| Joseph Massaglia      | Kurtis Kraft | 4000          | Offenhauser L4 4.5 | F       | 19    | Andy Linden       | 3          |       |                |            |
| Westwood Gauge        | Kurtis Kraft | 4000          | Offenhauser L4 4.5 | F       | 68    | Ed Elisian        | 3          |       |                |            |
| Wales                 | Kurtis Kraft | 4000          | Offenhauser L4 4.5 | F       | 68    | Ed Elisian        | 3          |       |                |            |
| Peter Schmidt         | Kuzma        | Indy Roadster | Offenhauser L4 4.5 | F       | 44    | Johnny Thomson    | 3          |       |                |            |
| J.C.Agajanian         | Kuzma        | Indy Roadster | Offenhauser L4 4.5 | F       | 98    | Duane Carter      | 3          |       |                |            |
| Dean Van Lines        | Kuzma        | Indy Roadster | Offenhauser L4 4.5 | F       | 1     | Jimmy Bryan       | 3          |       |                |            |
| Aristo Blue           | Kuzma        | Indy Roadster | Offenhauser L4 4.5 | F       | 27    | Rodger Ward       | 3          |       |                |            |
| E.R.Casale            | Kuzma        | Indy Roadster | Offenhauser L4 4.5 | F       | 27    | Rodger Ward       | 3          |       |                |            |
| Emmett Malloy         | Pankratz     | D             | Offenhauser L4 4.5 | F       | 5     | Jimmy Reece       | 3          |       |                |            |
| Dr. R.N. Sabourin     | Pawl         | ???           | Offenhauser L4 4.5 | F       | 37    | Eddie Russo       | 3          |       |                |            |
| Bob Estes             | Phillips     | ???           | Offenhauser L4 4.5 | F       | 12    | Don Freeland      | 3          |       |                |            |
| John McDaniel         | Schroeder    | ???           | Offenhauser L4 4.5 | F       | 31    | Keith Andrews     | 3          |       |                |            |
| Jim Robbins           | Stevens      | ???           | Offenhauser L4 4.5 | F       | 23    | Jerry Hoyt        | 3          |       |                |            |
| McNamara              | Trevis       | Indycar       | Offenhauser L4 4.5 | F       | 83    | Eddie Johnson     | 3          |       |                |            |
| Kalamazoo Sports      | Trevis       | Indycar       | Offenhauser L4 4.5 | F       | 83    | Eddie Johnson     | 3          |       |                |            |
| Central Excavating    | Trevis       | Indycar       | Offenhauser L4 4.5 | F       | 81    | Shorty Templeman  | 3          |       |                |            |
| Pete Salemi           | Trevis       | Indycar       | Offenhauser L4 4.5 | F       | 81    | Shorty Templeman  | 3          |       |                |            |

## Pilotos e equipes

### Demais etapas
| Equipe                    | Construtor     | Chassi(s) | Motor                 | Pneu(s) | N°(s)                              | Piloto                   | Corrida(s)  | Nº(s) | Piloto Reserva | Corida(s) |
| ------------------------- | -------------- | --------- | --------------------- | ------- | ---------------------------------- | ------------------------ | ----------- | ----- | -------------- | --------- |
| Daimler-Benz              | Mercedes       | W196      | Mercedes M196 L8 2.5  | C       | 2(etapas 1 e 2)/10(etapas 4 e 6)/8 | Juan Manuel Fangio       | 1/2/4/5/6   |       |                |           |
| Daimler-Benz              | Mercedes       | W196      | Mercedes M196 L8 2.5  | C       | 4/12(etapas 4 e 5)/14/20           | Karl Kling               | 1/4/5/6/7   |       |                |           |
| Daimler-Benz              | Mercedes       | W196      | Mercedes M196 L8 2.5  | C       | 6(etapas 1 e 2)/14/10/12           | Stirling Moss            | 1/2/4/5/6   |       |                |           |
| Daimler-Benz              | Mercedes       | W196      | Mercedes M196 L8 2.5  | C       | 8/4                                | Hans Herrmann            | 1/2         |       |                |           |
| Daimler-Benz              | Mercedes       | W196      | Mercedes M196 L8 2.5  | C       | 4                                  | André Simon              | 2           |       |                |           |
| Daimler-Benz              | Mercedes       | W196      | Mercedes M196 L8 2.5  | C       | 50/14                              | Piero Taruffi            | 6/7         |       |                |           |
| Daimler-Benz              | Mercedes       | W196s     | Mercedes M196 L8 2.5  | C       | 16                                 | Stirling Moss            | 7           |       |                |           |
| Daimler-Benz              | Mercedes       | W196s     | Mercedes M196 L8 2.5  | C       | 18                                 | Juan Manuel Fangio       | 7           |       |                |           |
| Connaught Engineering     | Connaught      | Bs        | Alta GP L4 2.5        | D       | 32                                 | Ken McAlpine             | 6           |       |                |           |
| Connaught Engineering     | Connaught      | Bs        | Alta GP L4 2.5        | D       | 34                                 | Jack Fairman             | 6           |       |                |           |
| RRC Walker Racing Team    | Connaught      | B         | Alta GP L4 2.5        | D       | 36                                 | Tony Rolt                | 6           |       |                |           |
| RRC Walker Racing Team    | Connaught      | B         | Alta GP L4 2.5        | D       | 36                                 | Peter Walker             | 6           |       |                |           |
| Cooper Car Company        | Cooper         | T40       | Bristol BS1 L6 2.0    | D       | 40                                 | Jack Brabham             | 6           |       |                |           |
| Gilby Engineering         | Maserati       | 250F      | Maserati 250F1 L6 2.5 | D       | 44                                 | Roy Salvadori            | 6           |       |                |           |
| Gould's Garage            | Maserati       | 250F      | Maserati 250F1 L6 2.5 | D       | 32/48                              | Horace Gould             | 5/6         |       |                |           |
| Owen Racing Organisation  | Maserati       | 250F      | Maserati 250F1 L6 2.5 | D       | 42                                 | Peter Collins            | 6           |       |                |           |
| Stirling Moss Ltd         | Maserati       | 250F      | Maserati 250F1 L6 2.5 | D       | 22/46                              | Lance Macklin            | 2/6         |       |                |           |
| Stirling Moss Ltd         | Maserati       | 250F      | Maserati 250F1 L6 2.5 | D       | 38                                 | / Johnny Claes           | 4           |       |                |           |
| Stirling Moss Ltd         | Maserati       | 250F      | Maserati 250F1 L6 2.5 | D       | 26                                 | Peter Walker             | 5           |       |                |           |
| Stirling Moss Ltd         | Maserati       | 250F      | Maserati 250F1 L6 2.5 | D       | 40                                 | John Fitch               | 7           |       |                |           |
| Equipe Nationale Belge    | Ferrari        | 500       | Ferrari 625 L4 2.5    | E       | 30                                 | / Johnny Claes           | 5           |       |                |           |
| Equipe Nationale Belge    | Ferrari        | 625       | Ferrari 555 L4 2.5    | E       | 46                                 | Olivier Gendebien        | 4           |       |                |           |
| Ferrari                   | Ferrari        | 625       | Ferrari 555 L4 2.5    | E       | 10/42                              | Juan Manuel Fangio       | 1/2         |       |                |           |
| Ferrari                   | Ferrari        | 625       | Ferrari 555 L4 2.5    | E       | 10                                 | Umberto Maglioli         | 1           |       |                |           |
| Ferrari                   | Ferrari        | 625       | Ferrari 555 L4 2.5    | E       | 12                                 | José Froilán González    | 1           |       |                |           |
| Ferrari                   | Ferrari        | 625       | Ferrari 555 L4 2.5    | E       | 14/44/18                           | Maurice Trintignant      | 1/2/6       |       |                |           |
| Ferrari                   | Ferrari        | 625       | Ferrari 555 L4 2.5    | E       | 16                                 | Mike Hawthorn            | 6           |       |                |           |
| Ferrari                   | Ferrari        | 625       | Ferrari 555 L4 2.5    | E       | 20                                 | Eugenio Castellotti      | 6           |       |                |           |
| Ferrari                   | Ferrari        | 555       | Ferrari 555 L4 2.5    | E       | 46                                 | Harry Schell             | 2           |       |                |           |
| Ferrari                   | Ferrari        | 555       | Ferrari 555 L4 2.5    | E       | 48/6                               | Paul Frere               | 2/4         |       |                |           |
| Ferrari                   | Ferrari        | 555       | Ferrari 555 L4 2.5    | E       | 48/8                               | Piero Taruffi            | 2/4         |       |                |           |
| Ferrari                   | Ferrari        | 555       | Ferrari 555 L4 2.5    | E       | 2                                  | Giuseppe Farina          | 4           |       |                |           |
| Ferrari                   | Ferrari        | 555       | Ferrari 555 L4 2.5    | E       | 4/8(etapas 5 e 7)                  | Maurice Trintignant      | 4/5/7       |       |                |           |
| Ferrari                   | Ferrari        | 555       | Ferrari 555 L4 2.5    | E       | 2/6/                               | Mike Hawthorn            | 5/7         |       |                |           |
| Ferrari                   | Ferrari        | 555       | Ferrari 555 L4 2.5    | E       | 6/4                                | Eugenio Castellotti      | 5/7         |       |                |           |
| Ferrari                   | Ferrari        | 555       | Ferrari 555 L4 2.5    | E       | 12                                 | Umberto Maglioli         | 7           |       |                |           |
| Ferrari                   | Lancia         | D50       | Lancia DS50 V8 2.5    | E       | 2                                  | Giuseppe Farina          | 7           |       |                |           |
| Ferrari                   | Lancia         | D50       | Lancia DS50 V8 2.5    | E       | 10                                 | Luigi Villoresi          | 7           |       |                |           |
| Ecurie Filipinetti        | Gordini        | T16       | Gordini 23 L6 2.5     | E       | 36                                 | Jacques Swaters          | 4           |       |                |           |
| Equipe Gordini            | Gordini        | T16       | Gordini 23 L6 2.5     | E       | 38/12/18                           | Élie Bayol               | 1/2/4       |       |                |           |
| Equipe Gordini            | Gordini        | T16       | Gordini 23 L6 2.5     | E       | 40                                 | Pablo Birger             | 1           |       |                |           |
| Equipe Gordini            | Gordini        | T16       | Gordini 23 L6 2.5     | E       | 42                                 | Jesus Iglesias           | 1           | 42    | Pedro Llano    | 1         |
| Equipe Gordini            | Gordini        | T16       | Gordini 23 L6 2.5     | E       | 8/16/20/22                         | Robert Manzon            | 2/4/5/6     |       |                |           |
| Equipe Gordini            | Gordini        | T16       | Gordini 23 L6 2.5     | E       | 10/24/26                           | Jacques Pollet           | 2/5/7       |       |                |           |
| Equipe Gordini            | Gordini        | T16       | Gordini 23 L6 2.5     | E       | 22/24/22                           | / Hermano da Silva Ramos | 5/6/7       |       |                |           |
| Equipe Gordini            | Gordini        | T16       | Gordini 23 L6 2.5     | E       | 26                                 | Mike Sparken             | 6           |       |                |           |
| Equipe Gordini            | Gordini        | T32       | Gordini 25 L8 2.5     | E       | 24                                 | Jean Lucas               | 7           |       |                |           |
| Scuderia Lancia           | Lancia         | D50       | Lancia DS50 V8 2.5    | P       | 32/26                              | Alberto Ascari           | 1/2         |       |                |           |
| Scuderia Lancia           | Lancia         | D50       | Lancia DS50 V8 2.5    | P       | 34/28/32                           | Luigi Villoresi          | 1/2/4       |       |                |           |
| Scuderia Lancia           | Lancia         | D50       | Lancia DS50 V8 2.5    | P       | 36/30(etapas 2 e 4)                | Eugenio Castellotti      | 1/2/4       |       |                |           |
| Scuderia Lancia           | Lancia         | D50       | Lancia DS50 V8 2.5    | P       | 32                                 | Louis Chiron             | 2           |       |                |           |
| Scuderia Lancia           | Lancia         | D50       | Lancia DS50 V8 2.5    | P       | 34                                 | Piero Valenzano          | 4           |       |                |           |
| Ecurie Rosier             | Maserati       | 250F      | Maserati 250F1 L6 2.5 | P       | 14/28(etapas 4 e 5)                | Louis Rosier             | 2/4/5       |       |                |           |
| Ecurie Rosier             | Maserati       | 250F      | Maserati 250F1 L6 2.5 | P       | 16                                 | André Simon              | 2           |       |                |           |
| Officine Alfieri Maserati | Maserati       | 250F      | Maserati 250F1 L6 2.5 | P       | 16/34/20/14/2                      | Jean Behra               | 1/2/4/5/6   |       |                |           |
| Officine Alfieri Maserati | Maserati       | 250F      | Maserati 250F1 L6 2.5 | P       | 18/36/24/16/6/28                   | Roberto Mieres           | 1/2/4/5/6/7 |       |                |           |
| Officine Alfieri Maserati | Maserati       | 250F      | Maserati 250F1 L6 2.5 | P       | 20                                 | Sergio Mantovani         | 1           |       |                |           |
| Officine Alfieri Maserati | Maserati       | 250F      | Maserati 250F1 L6 2.5 | P       | 22/38/22/18/4/30                   | Luigi Musso              | 1/2/4/5/6/7 |       |                |           |
| Officine Alfieri Maserati | Maserati       | 250F      | Maserati 250F1 L6 2.5 | P       | 24/34                              | Carlos Menditeguy        | 1/7         |       |                |           |
| Officine Alfieri Maserati | Maserati       | 250F      | Maserati 250F1 L6 2.5 | P       | 26                                 | Clemar Bucci             | 1           |       |                |           |
| Officine Alfieri Maserati | Maserati       | 250F      | Maserati 250F1 L6 2.5 | P       | 28                                 | Harry Schell             | 1           |       |                |           |
| Officine Alfieri Maserati | Maserati       | 250F      | Maserati 250F1 L6 2.5 | P       | 40/26                              | Cesare Perdisa           | 2/4         |       |                |           |
| Officine Alfieri Maserati | Maserati       | 250F      | Maserati 250F1 L6 2.5 | P       | 8                                  | André Simon              | 6           |       |                |           |
| Officine Alfieri Maserati | Maserati       | 250F      | Maserati 250F1 L6 2.5 | P       | 32                                 | Peter Collins            | 7           |       |                |           |
| Officine Alfieri Maserati | Maserati       | 250F      | Maserati 250F1 L6 2.5 | P       | 38                                 | Horace Gould             | 7           |       |                |           |
| Officine Alfieri Maserati | Maserati       | 250Fs     | Maserati 250F1 L6 2.5 | P       | 36                                 | Jean Behra               | 7           |       |                |           |
| Prince Bira               | Maserati       | 250F      | Maserati 250F1 L6 2.5 | P       | 44                                 | Prince Bira              | 4           |       |                |           |
| Vandervell Products Ltd   | Vanwall        | VW55      | Vanwall 254 L4 2.5    | P       | 18/40                              | Mike Hawthorn            | 2/4         |       |                |           |
| Vandervell Products Ltd   | Vanwall        | VW55      | Vanwall 254 L4 2.5    | P       | 20/42/28/44                        | Ken Wharton              | 2/4/6/7     |       |                |           |
| Vandervell Products Ltd   | Vanwall        | VW55      | Vanwall 254 L4 2.5    | P       | 30/42                              | Harry Schell             | 6/7         |       |                |           |
| Equipes privadas          | Connaught      | Bs        | Alta GP L4 2.5        | D       | 38                                 | Leslie Marr              | 6           |       |                |           |
| Equipes privadas          | HWM            | 53        | Alta GP L4 2.5        | D       | 24                                 | Ted Whiteaway            | 2           |       |                |           |
| Equipes privadas          | Arzani Volpini | F1        | Maserati 4CLT L4 2.5  | P       | 46                                 | Luigi Piotti             | 7           |       |                |           |
| Equipes privadas          | Maserati       | A6GCM     | Maserati 250F1 L6 2.5 | P       | 30                                 | Alberto Uria             | 1           |       |                |           |

## Classificação de Pilotos
| Pos | Piloto                | Equipe                   | Pts   |
| --- | --------------------- | ------------------------ | ----- |
| 1   | Juan Manuel Fangio    | Mercedes                 | 40    |
| 2   | Stirling Moss         | Mercedes                 | 23    |
| 3   | Eugenio Castellotti   | Lancia                   | 12    |
| 4   | Maurice Trintignant   | Ferrari                  | 11.33 |
| 5   | Giuseppe Farina       | Ferrari                  | 10.33 |
| 6   | Piero Taruffi         | Ferrari                  | 9     |
| 7   | Bob Sweikert          | Kurtis Kraft Offenhauser | 8     |
| 8   | Roberto Mières        | Maserati                 | 7     |
| 9   | Jean Behra            | Maserati                 | 6     |
| 10  | Luigi Musso           | Maserati                 | 6     |
| 11  | Karl Kling            | Mercedes                 | 5     |
| 12  | Jimmy Davies          | Kurtis Kraft Offenhauser | 4     |
| 13  | Tony Bettenhausen     | Kurtis Kraft Offenhauser | 3     |
| 14  | Paul Russo            | Kurtis Kraft Offenhauser | 3     |
| 15  | Paul Frere            | Ferrari                  | 3     |
| 16  | Johnny Thomson        | Kurtis Kraft Offenhauser | 3     |
| 17  | José Froilán González | Ferrari                  | 2     |
| 18  | Cesare Perdisa        | Maserati                 | 2     |
| 19  | Luigi Villoresi       | Lancia                   | 2     |
| 20  | Carlos Menditeguy     | Maserati                 | 2     |
| 21  | Umberto Maglioli      | Ferrari                  | 1.33  |
| 22  | Hans Herrmann         | Mercedes                 | 1     |
| 23  | Walt Faulkner         | Kurtis Kraft Offenhauser | 1     |
| 24  | Bill Homeier          | Kurtis Kraft Offenhauser | 1     |
| 25  | Bill Vukovich         | Kurtis Kraft Offenhauser | 1     |